# La Bohalle
La Bohalle korábbi község Franciaország Loire mente régiójában, Maine-et-Loire megyében. 2016. január 1-jén hat másik korábbi községgel egyesült és Loire-Authion új község része lett.
Lakosainak száma 1284 fő (2018. január 1.). La Bohalle Blaison-Saint-Sulpice, Brain-sur-l’Authion, La Daguenière és Loire-Authion községekkel határos.

## Népesség
A település népességének változása:
| Lakosok száma | 685  | 657  | 831  | 1101 | 1242 | 1224 | 1208 | 1228 | 1312 | 1284 |
|               | 1962 | 1968 | 1982 | 1990 | 1999 | 2008 | 2011 | 2013 | 2017 | 2018 |